# Estanislao Zeballos
Estanislao Severo Zeballos (Rosário, 27 de julho de 1854 — Liverpool, Inglaterra, 4 de outubro de 1923) foi um jurista, político, jornalista, historiador, etnógrafo, geógrafo, legislador e novelista argentino, que ocupou três vezes o cargo de Ministro das Relações Exteriores do seu país. 

## Carreira
Estanislao Zeballos criou um corpo téorico denso sobre as relações da Argentina com os seus vizinhos, especialmente o Brasil e o Chile. Durante o século XX, a elite intelectual da região do Prata manteve em vigência o pensamento de Zeballos, o qual é considerado como um paradigma de patriota. Fortemente marcado pelo positivismo e pelo darwinismo social, suas idéias possuíam características xenófobas e racistas, sobretudo com respeito ao Brasil e o Chile. Por esse motivo, gerou conflitos de limites que não existiam, e promoveu conceitos históricos incorretos sobre a natureza das relações internacionais no Cone Sul.
Estanislao Zeballos e o Barão do Rio Branco mantiveram relação tensa. A primeira desavença entre Zeballos e o Barão do Rio Branco ocorreu em 1875, quando o enviado especial argentino no Rio de Janeiro, Carlos Tejedor, retornou à Argentina sem se despedir do Imperador. Na ocasião, o futuro Barão do Rio Branco defendeu, pelas páginas de A Nação, que não houve “nenhuma ofensa internacional ao Brasil. Houve apenas uma 'gaucherie' ”. Em Buenos Aires, os ânimos se exaltaram. Zeballos, através do jornal Nacional, responde ao jovem Paranhos, traduzindo erroneamente "gaucherie" como gauchada, afirmando: “Um dos diários mais importantes do Brasil qualificou de 'gaucherie' a retirada do Sr. Tejedor. Este modo de exprimir-se não é mais do que uma macacada de má lei. É melhor ser gaúcho do que macaco.” Com a Questão de Palmas, resolvida em 1895, iniciou-se um período de embates entre os dois personagens que se estendeu até 1912, com a morte do Barão do Rio Branco. Chegou a falsificar um telegrama do Barão do Rio Branco para comprometer o Brasil com o Chile.
Elaborou um plano de ocupação do Rio de Janeiro com 50 000 tropas. O Brasil teria que ceder à Argentina um dos grandes navios couraçados que estavam em construção. Caso o Brasil apresentasse resistência a este plano, a Argentina daria um ultimatum e concedendo oito dias de prazo para resolver a situação, ao final dos quais a marinha argentina atacaria o Rio de Janeiro, "que segundo os Ministros da Guerra e da Marinha, era um ponto estudado e fácil, pela situação indefesa do Brasil". Este plano foi discutido no dia 10 de junho, com todo o ministério e com a presença do presidente Figueroa Alcorta. No dia 12, Zeballos apresentaria no Congresso a documentação secreta e o plano de operações, objetivando pedir os fundos necessários para a mobilização do exército e da esquadra. No entanto, para surpresa de Zeballos, já no dia 11 de junho, no La Nación, começou a aparecer detalhes do plano, que deveria ter sido mantido em sigilo, abortando o mesmo. Zeballos encontrou no Ministro da marinha o culpado pelo fracasso. Sofrendo intensa pressão política, o presidente Figueroa Alcorta propôs à Zeballos que renunciasse ao Ministério das Relações Exteriores e Culto e assumisse definitivamente o Ministério da Justiça e Instrução Pública, que já ocupava interinamente. Sentindo-se isolado, Zeballos não aceitou a proposta e comunicou ao presidente sua renúncia ao ministério, em 16 de junho de 1908.